# Cottage Lake (Washington)
Cottage Lake es un lugar designado por el censo ubicado en el condado de King, estado de Washington, Estados Unidos. Según el censo de 2020, tiene una población de 22 857 habitantes.

## Geografía
Está ubicado en las coordenadas 47°44′47″N 122°4′36″O / 47.74639, -122.07667 (47.746452, -122.075988).

## Demografía
Según la Oficina del Censo, en 2000 los ingresos medios de los hogares eran de $131.565 y los ingresos medios de las familias eran de $136.568. Los hombres tenían unos ingresos medios de $71.276 frente a $40.935 para las mujeres. Los ingresos per cápita eran de $39.763. Alrededor del 2,7% de la población estaba por debajo del umbral de pobreza.
De acuerdo con la estimación 2016-2020 de la Oficina del Censo, los ingresos medios de los hogares son de $162.521 y los ingresos medios de las familias son de $175.459. Los ingresos per cápita en los últimos doce meses, medidos en dólares de 2020, son de $72.335.  Alrededor del 2,2% de la población está por debajo del umbral de pobreza.